# Tangua
Tangua es un municipio colombiano ubicado en el departamento de Nariño.

## Toponimia
Según la tradición histórica su nombre lo debe a una primitiva voz incaica tangua que la tomó de una tribu cuyo cacique se llamó Tangua, que ingresó a esta región por el río Guamuez, al oriente del Departamento de Nariño. Esta denominación se ha conservado a través de los tiempos y solo por algunos años se cambió el nombre por San Rafael, pero en virtud de la ley que prohibía variar los nombres geográficos antiguos, volvió a tomar su nombre primitivo. 
También, en la tradición cultural, se cree que tiene su origen de las palabras tanta agua, que mediante la figura de contracción da origen al nombre Tangua, que es el nombre que lleva actualmente el municipio y su capital.
Otra fuente, que parece tener la palabra de Tangua, es la de tagua, producto de las regiones orientales denominado el marfil vegetal de la selva amazónica. Sin embargo este origen parece no tener mucha aceptación, por cuanto esta región poco o nada ha tenido que ver con la cultura amazónica, aunque no se descarta algún contacto culturar antiguo dado que la región bien pudo ser un sitio de paso de la región amazónica hacia el Pacífico.

## Historia

### Fundación
La cabecera del municipio lleva el mismo nombre, cuya población tiene dos fundaciones: la indígena y la que bien pudiéramos llamar oficial. La primera fue hecha por Francisco Puchana, alias Granizo, en la época colonial, pero sin sujetarse a ningún orden, sino obedeciendo a necesidades de la tribu. Básicamente se conforma por instinto de conservación y defensa, formando un caserío pajizo, ya que en este lugar debían estacionarse, según sus costumbres.
La oficial y que se toma por positiva fundación, data del año 1.840 en la que ya se habla del área de Tangua. Sus fundadores son los señores Juan Dorado, Laureano José María, Álvaro Guerrero y Lorenzo Puchana, quienes se interesaron porque la población tenga sus calles conforme a las demás poblaciones del país.

### Creación del municipio
Desde la fundación hasta el año 1864 Tangua fue un corregimiento anexo al antiquísimo pueblo de Yacuanquer, y durante aquel tiempo permaneció estancado en su progreso por cuanto las autoridades de la capital no se interesaban por su pueblo, menos lo iban a hacer por un corregimiento que poco valía, según ellos. Entonces fue cuando salieron a la palestra los fundadores, hasta que consiguieron la fundación de Tangua por medio de la Ordenanza 103 emanada de la Asamblea del Cauca. Desde entonces comenzó el Municipio a gozar de las ventajas de una soberanía distrital, bajo la autoridad del primer alcalde, Mariano Muñoz, alias el Catiro. Presidente de los cinco miembros del Concejo, Antonio Delgado Guerrero; el juez parroquial, Laureano Guerrero; procurador Don Manuel Burbano, y el cural párroco el Padre Aux.

### Alcaldes elegidos por voto popular
- 1988-1990	SEGUNDO DORADO GUERRERO
- 1990-1992	JESUS ALBERTO ANDRADE MEJIA
- 1992-1994	MIGUEL ANGEL MARTINEZ PUCHANA
- 1995-1997	HERMES HERNANDO ANDRADE MEJIA
- 1998-2000	MIJAIR CALDERON TOLEDO
- 2001-2003	JESUS ALBERTO ANDRADE MEJIA
- 2004-2007	PEDRO GONZALO ARGOTY TIMANA
- 2008-2011	JESUS ALBERTO ANDRADE MEJIA
- 2012-2015	EMERSON JAVIER MEJIA ORDOÑEZ
- 2016-2019	CARLOS GUERRERO
- 2020-2023	EMERSON JAVIER MEJIA ORDOÑEZ
- 2024-2027	MARINO ENRIQUE TIMANA

## Geografía

### Límites

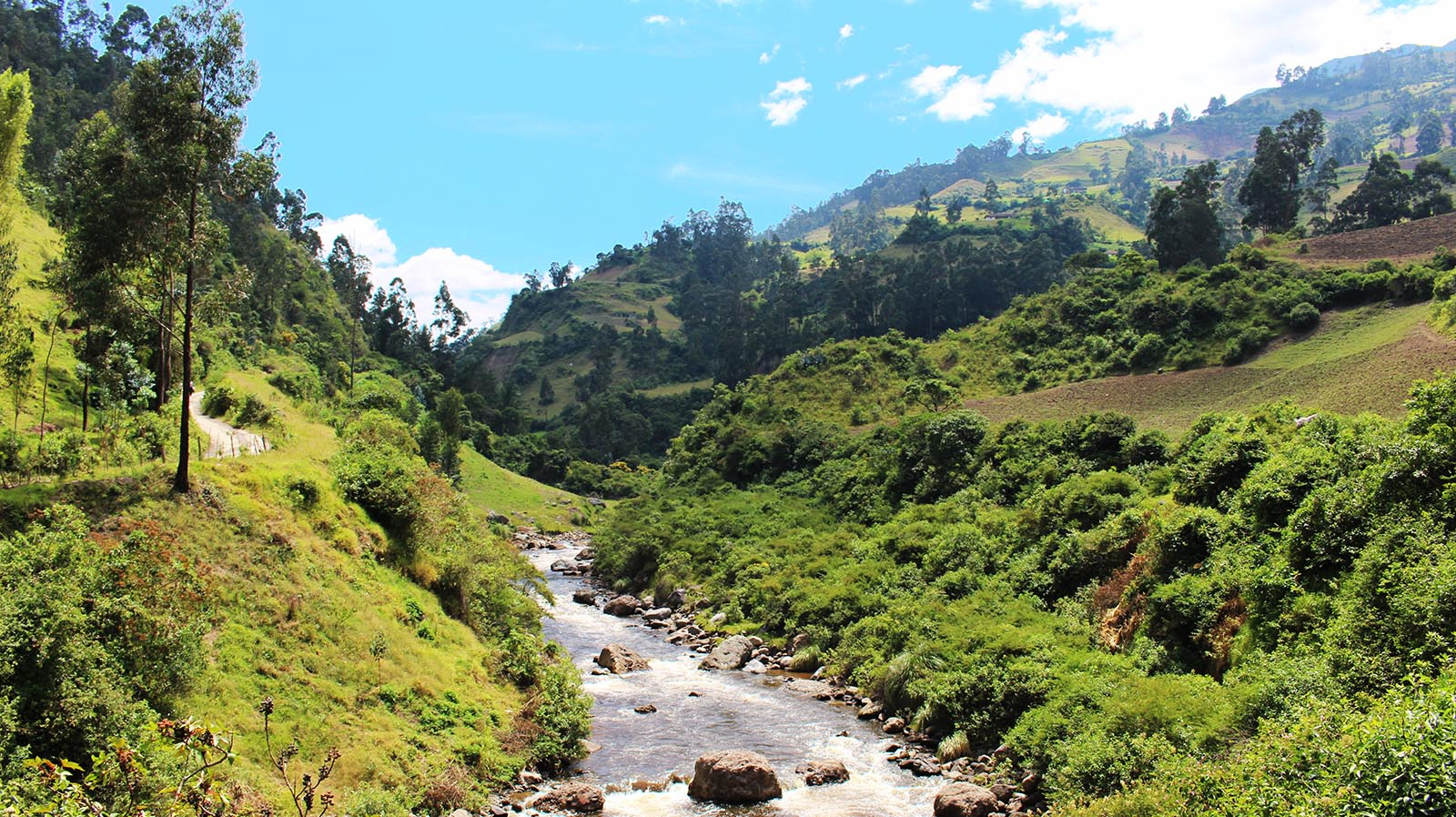
El río Bobo es el más importante del municipio de Tangua.

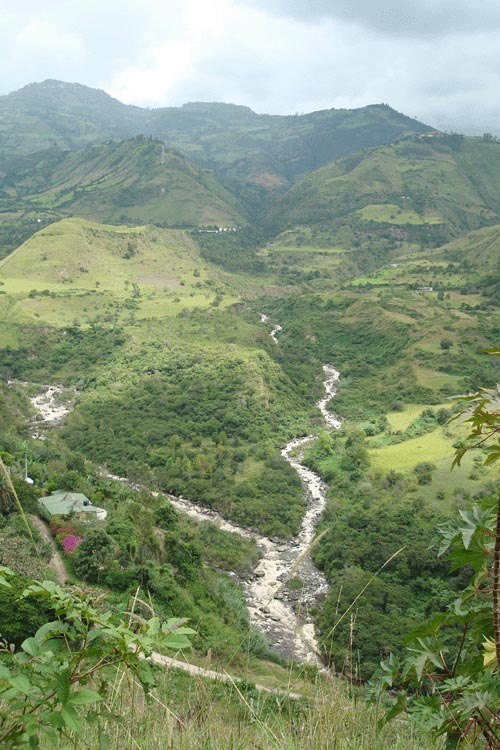
Punto de encuentro entre los ríos Bobo y Curiaco en la vereda Tapialquer Bajo. El Río Bobo viene por la izquierda, marcando el límite entre Tangua y Yacuanquer, mientras que el Cuariaco marca el límite entre Tangua y Funes, a la derecha.

El Municipio de Tangua limita con otros municipios de Nariño, en la siguiente forma:
- Norte: Consacá y Pasto
- Oriente: Pasto
- Sur: Funes
- Occidente: Yacuanquer

### Clima
Tangua se encuentra sobre las montañas de los Andes a una altitud de 2.403 m s. n. m. En general el clima del Municipio de Tangua es frío, siendo su temperatura media de 16 °C. La parte norte y oriental corresponde a la parte más fría, promediando los 12 °C, mientras que la parte sur cuenta con un clima templado, que puede llegar a promediar los 22 °C. La parte urbana, que corresponde a la población de Tangua, está en los 18 °C.

## División Político-Administrativa
Aparte de su Cabecera municipal. Tangua tiene bajo su jurisdicción el centro poblado: Santander.

#### Veredas
Además, el municipio está compuesto con las siguientes veredas:
Birmania, Chávez, Cocha Verde, El Tambor, El Cebadal, EL Palmar, El Tablón, Guayabal, La Buena Esperanza, La Cocha, La Concepción, La Palizada, Las Palmas, Las Piedras, Los Ajos, Marqueza Alta, Marqueza Bajo, Nazcan, Paramillo, Páramo, Providencia, San Francisco, San Luis Alto, San Luis Bajo, San Pedro, San Rafael, San Vicente, Santa Rosalía, Santander, Siquitán, Tamborcillos, Tapialquer Alto, Tapialquer Bajo, Tapialquer Medio.

## Demografía
- Población censo 1993 12.662 habitantes
- Población censo 2005 10.672 habitantes